# Benicio del Toro
Benicio del Toro, właśc. Benicio Monserrate Rafael del Toro Sánchez (ur. 19 lutego 1967 w San Juan w Portoryko) – portorykański aktor i producent filmowy, scenarzysta.

## Życiorys

### Wczesne lata
Urodził się w San Juan w Portoryko jako syn pary prawników – Fausty Genovevy Sánchez Rivery i Gustavo Adolfo del Toro Bermúdeza. Został wychowany w wierze rzymskokatolickiej. Jego matka zmarła, gdy miał dziewięć lat, a cztery lata później jego ojciec przeniósł się z rodziną do Mercersburga, w stanie Pensylwania, gdzie zamieszkali na farmie. Ukończył Mercersburg Academy. Uczęszczał na University of California w San Diego na kierunku biznesu. Po pierwszym roku studiów zmienił kierunek z ekonomicznego na teatralny. Występował w studenckich produkcjach, m.in. na festiwalu Lafayette Theatre w Nowym Jorku, gdzie zdecydował się pozostać, żeby studiować aktorstwo w The Square Acting School. Otrzymał też stypendium do Stella Adler Conservatory. Następnie przeniósł się do Los Angeles, żeby kontynuować naukę w Actors Circle Theater.

### Kariera

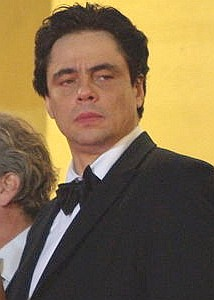
Del Toro podczas 61. MFF w Cannes (2008)

Pierwszą rolę głównego bandyty i dilera narkotykowego otrzymał w telewizyjnym serialu NBC Miami Vice (1984). Jego debiutem filmowym była rola Dario w komedii Randala Kleisera Big Top Pee-Wee (1988) u boku Krisa Kristoffersona, Susan Tyrrell i Valerii Golino. Następnie pojawiał się w niewielkich rolach w dużych produkcjach – jako henchman w filmie o agencie 007 Licencja na zabijanie (Licence to Kill, 1989) z Timothy Daltonem, dramacie kryminalnym Seana Penna Indiański biegacz (The Indian Runner, 1991) z Davidem Morse i Viggo Mortensenem czy komediodramacie Petera Weira Bez lęku (Fearless, 1993). W dreszczowcu Porcelanowy księżyc (China Moon, 1994) zagrał czarny charakter – amoralnego i skorumpowanego policjanta, który prześladuje Madeleine Stowe i Eda Harrisa.
W 1995 roku jego kariera nabrała rozpędu, po charakterystycznej kreacji mamroczącego Freda Fenstera w thrillerze kryminalnym Bryana Singera Podejrzani (The Usual Suspects), za którą otrzymał Independent Spirit Award dla najlepszego aktora drugoplanowego. W 1995 roku aktor także wyprodukował, wyreżyserował i napisał scenariusz do filmu „Submission” (1995). W 1997 roku ponownie go uhonorowano Independent Spirit Award za rolę Benny’ego Dalmau w filmie biograficznym Basquiat – Taniec ze śmiercią (Basquiat, 1996).
Grywał także w filmach komercyjnych. W dreszczowcu Fan (The Fan, 1996) zagrał baseballistę Juana Primo, którego morduje tytułowy fan (Robert De Niro), żeby „wspomóc” w grze swojego faworyta (Wesley Snipes). Nietypową rolę złodzieja samochodów, który przypadkiem porywa nastolatkę (Alicia Silverstone) powierzono jemu w komedii Nadbagaż (Excess Baggage, 1997). W kultowym dziele Terry’ego Gilliama Las Vegas Parano (Fear and Loathing in Las Vegas, 1998) wystąpił obok Johnny’ego Deppa jako lubujący się we wszelkiego rodzaju narkotykach Dr Gonzo. W komedii gangsterskiej Guya Ritchiego Przekręt (Snatch, 2000) zagrał hazardzistę Franky'ego Foura Fingersa, którego gubi własny nałóg. W dreszczowcu Desperaci (The Way of the Gun, 2000) razem z Ryanem Phillippe porywa ciężarną Juliette Lewis i zostaje ścigany przez Jamesa Caana. Za rolę gliniarza w Stevena Soderbergha Traffic (2000), o mechanizmach handlu narkotykami, otrzymał Złoty Glob, Oscara i nagrodę National Society of Film Critics.
Wystąpił w dramacie kryminalnym Seana Penna Obietnica (The Pledge, 2001) z Jackiem Nicholsonem, Helen Mirren i Mickeyem Rourkiem, dramacie Alejandro Gonzáleza Iñárritu 21 gramów (21 Grams, 2003) jako Jack Jordan. W filmie Roberta Rodrigueza Sin City: Miasto grzechu (Sin City, 2005) wcielił się w postać skorumpowanego gliniarza – Jacka Rafferty’ego. W dramacie Susanne Bier Druga szansa (Things We Lost in the Fire, 2007) zagrał Jerry’ego Sunborne'a – narkomana, partnerując Halle Berry i Davidowi Duchovnemu.
Zasiadał w jury konkursu głównego na 63. MFF w Cannes (2010). Przewodniczył obradom jury sekcji "Un Certain Regard" na 71. MFF w Cannes (2018).

## Życie prywatne
Ze związku z Kimberly Stewart ma córkę, Delilah (ur. 2011).

## Filmografia
| Rok  | Tytuł                                                 | Rola                                          | Reżyser                                           |
| ---- | ----------------------------------------------------- | --------------------------------------------- | ------------------------------------------------- |
| 1988 | Big Top Pee-wee                                       | Duke, chłopiec o twarzy psa                   | Randal Kleiser                                    |
| 1989 | Licencja na zabijanie (Licence to Kill)               | Dario                                         | John Glen                                         |
| 1991 | Indiański biegacz (The Indian Runner)                 | Miguel                                        | Sean Penn                                         |
| 1992 | Kolumb odkrywca (Christopher Columbus: The Discovery) | Alvaro Harana                                 | John Glen                                         |
| 1993 | Bez lęku (Fearless)                                   | Manny Rodrigo                                 | Peter Weir                                        |
| 1994 | Szkoła Buddy’ego (Swimming with Sharks)               | Rex                                           | George Huang                                      |
| 1994 | Porcelanowy księżyc (China Moon)                      | Lamar Dickey                                  | John Bailey                                       |
| 1995 | Podejrzani (The Usual Suspects)                       | Fred Fenster                                  | Bryan Singer                                      |
| 1996 | Fan (The Fan)                                         | Juan Primo                                    | Tony Scott                                        |
| 1996 | Basquiat – Taniec ze śmiercią (Basquiat)              | Benny Dalmau                                  | Julian Schnabel                                   |
| 1997 | Nadbagaż (Excess Baggage)                             | Vincent Roche                                 | Marco Brambilla                                   |
| 1998 | Las Vegas Parano (Fear and Loathing in Las Vegas)     | dr Gonzo                                      | Terry Gilliam                                     |
| 2000 | Przekręt (Snatch)                                     | Franky Cztery Palce                           | Guy Ritchie                                       |
| 2000 | Desperaci (The Way of the Gun)                        | Longbaugh                                     | Christopher McQuarrie                             |
| 2000 | Traffic                                               | Javier Rodriguez – Oscar za rolę drugoplanową | Steven Soderbergh                                 |
| 2001 | Obietnica (The Pledge)                                | Toby Jay Wadenah                              | Sean Penn                                         |
| 2003 | 21 gramów (21 Grams)                                  | Jack Jordan                                   | Alejandro González Iñárritu                       |
| 2003 | Nożownik (The Hunted)                                 | Aaron Hallam                                  | William Friedkin                                  |
| 2005 | Sin City: Miasto grzechu (Sin City)                   | Jack 'Jackie Boy' Rafferty                    | Robert Rodriguez, Frank Miller, Quentin Tarantino |
| 2007 | Druga szansa (Things We Lost in the Fire)             | Jerry Sunborne                                | Susanne Bier                                      |
| 2008 | Che. Rewolucja (Che: Part One)                        | Ernesto 'Che' Guevara                         | Steven Soderbergh                                 |
| 2008 | Che. Boliwia (Che: Part Two)                          | Ernesto 'Che' Guevara                         | Steven Soderbergh                                 |
| 2010 | Wilkołak (The Wolfman)                                | Lawrence Talbot                               | Joe Johnston                                      |
| 2012 | Savages: Ponad bezprawiem (Savages)                   | Miguel „Lado” Arroyo                          | Oliver Stone                                      |
| 2013 | Thor: Mroczny świat (Thor: The Dark World)            | Kolekcjoner                                   | Alan Taylor                                       |
| 2013 | Jimmy P. (Jimmy P: Psychotherapy of a Plains Indian)  | Jimmy Picard                                  | Arnaud Desplechin                                 |
| 2014 | Strażnicy Galaktyki (Guardians of the Galaxy)         | Taneleer Tivan / Kolekcjoner                  | James Gunn                                        |
| 2014 | Escobar: Historia nieznana (Escobar: Paradise Lost)   | Pablo Escobar                                 | Andrea Di Stefano                                 |
| 2014 | Wada ukryta (Inherent Vice)                           | Sauncho Smilax, adwokat                       | Paul Thomas Anderson                              |
| 2015 | Sicario                                               | Alejandro Gillick                             | Denis Villeneuve                                  |
| 2017 | Gwiezdne wojny: Ostatni Jedi                          | DJ                                            | Rian Johnson                                      |
| 2018 | Avengers: Wojna bez granic                            | Taneleer Tivan / Kolekcjoner                  | Anthony i Joe Russo                               |
| 2018 | Soldado                                               | Alejandro Gillick                             | Stefano Sollima                                   |
| 2019 | Dora i Miasto Złota                                   | Swiper the Fox                                | James Bobin                                       |
| 2023 | Gad (Reptile)                                         | Tom Nichols                                   | Grant Singer                                      |
| 2025 | Fenicki układ                                         | Zsa-Zsa Korda                                 | Wes Anderson                                      |

## Nagrody
- Nagroda Akademii Filmowej Najlepszy aktor drugoplanowy: 2000 Traffic
- Nagroda Goya Najlepszy aktor: 2009  Che – Rewolucja